# Walter Edward Harris
Walter Edward Harris, né le 14 janvier 1904 et mort le 10 janvier 1999, est un homme politique canadien qui fut le 19e Ministre des Finances de son pays du 1er juillet 1954 au 21 juin 1957.

## Biographie

### Carrière politique
Harris se présente à la course à la chefferie du Parti libéral de l'Ontario (PLO) en avril 1958. Après avoir terminé respectivement premier et deuxième lors du premier et second tour, il s'incline face à John Wintermeyer (en)